# Totò en enfer
Pour plus de détails, voir Fiche technique et Distribution.
Totò en enfer (Totò all'inferno) est une comédie italienne réalisée par Camillo Mastrocinque et sortie en 1955.

## Synopsis
Antonio Marchi, un chômeur dépressif, tente plusieurs fois de se suicider jusqu'à ce qu'il se noie accidentellement dans une rivière et se retrouve en enfer. Là, il est reconnu comme la réincarnation de Marc Antoine et est poussé par Belphégor dans les bras de la belle Cléopâtre, qui se trouve dans le cercle des Luxurieux par la bienveillance du Diable, au lieu d'être dans celui des Violents. La rencontre entre les deux est mal vue par Satan, qui est jaloux de la femme. Alors Totò, pour échapper à sa colère, va sur Terre, se retrouvant impliqué dans des affaires improbables. 
Il se retrouve d'abord dans un groupe de pseudo-existentialistes, puis il est contraint de devenir un voleur, d'épouser une siamoise et enfin de faire semblant d'être fou. Au terme de ses mésaventures, il retombe dans les enfers et est condamné à un châtiment atroce, pour se réveiller soudainement : le pauvre homme n'est pas mort en tombant dans la rivière, il était simplement étourdi par la chute et avait rêvé. 

## Fiche technique
- Titre français : Toto en enfer[1]
- Titre original italien : Totò all'inferno[2],[3]
- Réalisateur : Camillo Mastrocinque
- Scénario : Vittorio Metz, Lucio Fulci, Francesco Cipriani Marinelli (it), Mario Mangini (it), Italo De Tuddo, Totò, Camillo Mastrocinque
- Photographie : Aldo Tonti
- Montage : Gisa Radicchi Levi
- Musique : Pippo Barzizza
- Décors : Alberto Boccianti (it)
- Costumes : Gaia Romanini (it)
- Production : Carlo Ponti, Dino De Laurentiis, Alfredo De Laurentiis
- Société de production : Carlo Ponti Cinematografica, Excelsa Film
- Pays de production :  Italie
- Langue originale : italien
- Format : Noir et blanc - 1,37:1 - Son mono - 35 mm
- Durée : 88 minutes
- Genre : Comédie
- Dates de sortie :
  - Italie : 16 mars 1955
  - France : 1959[1]

## Distribution
- Totò : Antonio Marchi
- Maria Frau : Cléopâtre
- Olga Solbelli : La mère de Cléopâtre
- Tino Buazzelli : Le secrétaire du diable
- Dante Maggio : Pacifico
- Nerio Bernardi : Satan
- Ubaldo Lay : Belfagor
- Mario Castellani : Cri cri / mari de la femme d'en face
- Fulvia Franco : la directrice de l'école.
- Franca Faldini : Maria
- Galeazzo Benti : Chanteur du club des existentialistes
- Giulio Calì : Charon
- Vincent Barbi : Al Capone
- Mario Pisu : Tolomeo
- Pietro Tordi : le fou
- Guglielmo Inglese : Il Cavaliere Scardacchione
- Ignazio Balsamo : infirmière
- Aldo Giuffré : Minos
- Enzo Garinei :
- Giacomo Furia :
- Amedeo Girard : cicerone
- Mario Passante : père d'Antonio
- Salvo Libassi : homme avec un fusil
- Maïa Jusanova : Miss Angoisse

## Mise en scène
Une curiosité dans la mise en scène est l'utilisation alternée du noir et blanc pour les scènes de la vie réelle et de la pellicule couleur pour les scènes se déroulant en enfer. 